# 井筒ワイン
株式会社井筒ワイン（いづつワイン、英: Izutsu Wine）は、長野県塩尻市にあるワインメーカーである。

## 概要
1927年（昭和2年）、井筒屋農園が醸造部門を開設したことに始まる。1933年（昭和8年）、井筒屋葡萄酒醸造所を創業、地元産ブドウの「ナイヤガラ」・「コンコード」を用いた自社ブランド製品の醸造を開始した。1956年（昭和31年）、現社長の塚原嘉章は、山梨大学の「ワイン科学研究センター」に研究生として入所、ブドウ栽培と醸造学などを学ぶ。帰郷後、ヨーロッパのワイン用ブドウ品種の栽培と醸造を決意。栽培と醸造試験に取る組む結果、フランスの「メルロー種」が桔梗ヶ原の風土に適す品種であることが分かった。

## 所在地
- 〒399-6461
- 長野県塩尻市宗賀桔梗ヶ原1298-187

## 沿革
- 1927年（昭和2年） - 井筒屋農園が醸造部門を開設。
- 1933年（昭和8年） - 井筒屋葡萄酒醸造所を創業、自社ブランド製品の醸造を開始。
- 1956年（昭和31年） - 塚原嘉章は、山梨大学の「ワイン科学研究センター」に研究生として入所、ブドウの栽培と醸造学を学ぶ。
- 1990年（平成2年） - 「リュブリャーナ国際ワインコンクール」で銀賞を受賞。
- 1997年（平成9年） - 「リュブリャーナ国際ワインコンクール」で金賞を受賞。
- 2002年（平成14年） - 「井筒NAC」シリーズを発売。
- 2006年（平成18年） - 「日本ワインコンクール」において「NACメルロー樽熟 スーブリーム」で金賞を受賞。
- 2007年（平成19年） - 「日本ワインコンクール」において「NACシャルドネ 樽熟」で金賞を受賞[1]。

## 利用情報
- 営業時間 - 午前9時-午後5時
- 工場見学 - 不可
- ブドウ園 - 棚仕立て、垣根仕立て共、見学可
- 駐車場 - 乗用車20台、大型バス2台

## 受賞歴
「日本ワインコンクール（Japan Wine Competition）」
- 第4回 2006年（平成18年）金賞受賞[3]
  - 欧州系・赤「NAC メルロー 「樽熟/スーブリーム」 2003」
- 第5回 2007年（平成19年）金賞受賞[4]
  - 欧州系・白「NAC シャルドネ 「樽熟」 2006」
- 第6回 2008年（平成20年）金賞受賞[5]
  - 欧州系・赤「NAC メルロー 「樽熟」 2006」
- 第8回 2010年（平成22年）金賞受賞[6]
  - 欧州系・赤、最優秀カテゴリー賞「NAC カベルネ・ソーヴィニヨン 「樽熟」 2008」
  - 欧州系・赤「NAC カベルネ・フラン 2009」
- 第9回 2011年（平成23年）金賞受賞[7]
  - 欧州系・赤「NAC メルロー 「樽熟」 2008」
- 第10回 2012年（平成24年）金賞受賞[8]
  - 欧州系・赤「メルロー 「樽熟」 2010」
  - 欧州系・赤「シャトー イヅツ 2010」
  - 欧州系・赤「NAC カベルネ・ソーヴィニヨン 「樽熟」 2010」
- 第11回 2013年（平成25年）金賞受賞[9]
  - 国内改良・赤、コストパフォーマンス賞「MAC マスカット・ベリーA 2012」
- 第13回 2015年（平成27年） 金賞受賞[10]
  - 欧州系・白、部門最高賞「NAC シャルドネ 樽熟 2014」
- 第15回 2017年（平成29年） 金賞受賞[11]
  - 欧州系・赤「NAC メルロー 樽熟 2015」
- 第17回 2019年（令和元年）金賞受賞[12]
  - 国内改良・赤、部門最高賞「NAC マスカット・ベリーA　遅摘み」
- 第18回 2022年（令和4年）金賞受賞[13]
  - 欧州系・白「NAC シャルドネ[樽熟]　2020」
  - 国内改良・赤、部門最高賞「NAC　マスカット・ベリーＡ[遅摘み]　2019」
  - 国内改良・赤、コストパフォーマンス賞「賞 NAC　マスカット・ベリーＡ 2021」

## 交通アクセス
- 鉄道 - JR中央線、塩尻駅より徒歩約25分
- タクシー - 塩尻駅より約5分
- 乗用車 - 中央自動車道塩尻インターチェンジより車で7分